# 우아라
우아라(스페인어: Huara)는 칠레 타라파카 주 타마루갈 현의 코무나이다.